# Revisit張敬軒演唱會
《Revisit張敬軒演唱會》是香港男歌手張敬軒繼《The Next 20 Hins Live in Hong Kong 張敬軒演唱會》後為自己於樂壇的首個20年作結並為未來打開新一章的紀念演唱會，亦是張敬軒首次於香港會議展覽中心舉行的大型演唱會。本演唱會由英皇娛樂主辦。

## 軼事
2022年11月8日，張敬軒於其社交帳戶宣佈舉行《Revisit張敬軒演唱會》。
演唱會名稱「Revisit」，中文譯作「故地重遊」。張敬軒指是次演唱會取此名是因為過三年的2019冠状病毒病（COVID-19）疫情過後，大部份國家開始逐漸重新開放予旅遊，故此海報亦在一部波音777客機上拍攝場景。張敬軒又表示過去三年都未上過飛機，這次上機感覺有點陌生，不過非常期待終於可以去旅行，還斷言完成這個演出後會立即去旅行。
2022年12月16日，由於反應熱烈，主辦方宣布加開12月30日一場，並在下週一（12月19日）下午2時於快達票開售。
2022年12月19日，英皇娛樂演唱會部Instagram帳戶「The Show Must Go On」帖出是次演唱會的官方紀念商品，當中包括T恤、連帽衛衣、海報套裝、以及雙彩膠唱片套裝，當中彩膠唱片內包括20首經過重新編曲的錄音室現場演繹作品。
2022年12月27日，張敬軒透過所屬唱片公司宣布確診新型冠狀病毒，原定於香港會議展覽中心展覽廳5BC舉辦之《Revisit張敬軒演唱會》2022年12月27日、12月30日（加場）、 12月31日、 2023年1月1日及2023年1月2日(共5場) 場次，主辦方將延期到2023年6月13日至17日。
2023年4月19日，主辦方宣布加開6月5-7日、9-11日（共6場）並於4月24日在快達票公開發售。

## 場次
| 場次 | 日期   | 日期     | 場地                      | 開場時間 ( 香港時間 GMT+8:00) | 備注                              |
| ---- | ------ | -------- | ------------------------- | ----------------------------- | --------------------------------- |
| 1    | 2022年 | 12月20日 | 香港會議展覽中心展覽廳5BC | 晚上8時15分                   | 歌迷會專場「HCFC Premiere Night」 |
| 2    | 2022年 | 12月21日 | 香港會議展覽中心展覽廳5BC | 晚上8時15分                   |                                   |
| 3    | 2022年 | 12月23日 | 香港會議展覽中心展覽廳5BC | 晚上8時15分                   |                                   |
| 4    | 2022年 | 12月24日 | 香港會議展覽中心展覽廳5BC | 晚上9時30分                   | 聖誕倒數場                        |
| 5    | 2022年 | 12月25日 | 香港會議展覽中心展覽廳5BC | 晚上8時15分                   |                                   |
| 6    | 2022年 | 12月26日 | 香港會議展覽中心展覽廳5BC | 晚上8時15分                   |                                   |
| 7    | 2023年 | 6月5日   | 香港會議展覽中心展覽廳5BC | 晚上8時15分                   | 加場                              |
| 8    | 2023年 | 6月6日   | 香港會議展覽中心展覽廳5BC | 晚上8時15分                   | 加場                              |
| 9    | 2023年 | 6月7日   | 香港會議展覽中心展覽廳5BC | 晚上8時15分                   | 加場                              |
| 10   | 2023年 | 6月9日   | 香港會議展覽中心展覽廳5BC | 晚上8時15分                   | 加場                              |
| 11   | 2023年 | 6月10日  | 香港會議展覽中心展覽廳5BC | 晚上8時15分                   | 加場                              |
| 12   | 2023年 | 6月11日  | 香港會議展覽中心展覽廳5BC | 晚上8時15分                   | 加場                              |
| 13   | 2023年 | 6月13日  | 香港會議展覽中心展覽廳5BC | 晚上8時15分                   | 補場，原2022年12月27日場          |
| 14   | 2023年 | 6月14日  | 香港會議展覽中心展覽廳5BC | 晚上8時15分                   | 補場，原2022年12月30日場          |
| 15   | 2023年 | 6月15日  | 香港會議展覽中心展覽廳5BC | 晚上8時15分                   | 補場，原2022年12月31日跨年場      |
| 16   | 2023年 | 6月16日  | 香港會議展覽中心展覽廳5BC | 晚上8時15分                   | 補場，原2023年1月1日場            |
| 17   | 2023年 | 6月17日  | 香港會議展覽中心展覽廳5BC | 晚上8時15分                   | 補場，原2023年1月2日尾場          |

## 曲目
（曲目以2022年12月20號HCFC專場為準）

#### Part 1
1. Deadline
2. Sweet Escape
3. Stop The Time
4. 病况
5. 攝氏零度

#### Part 2
1. 風起了
2. 夜宴
3. 迷失表參道
4. 狐
5. 隱形人
6. 傾慕（原唱：林憶蓮）
7. 裝睡的情人

#### Part 3
1. 靈魂相認（自彈自唱）
2. 遙吻（自彈自唱）
3. 形影不離

#### Part 4
1. 懷舊情人
2. 無城有愛
3. 兩座位跑車
4. 潛水

#### ENCORE

##### 第一場（HCFC Premiere Night）（2022年12月20日）
1. 過客別墅
2. 叮噹可否不要老
3. 雪花抄（OT：Heavenly Love）
4. 悲劇人物
5. 裝睡的情人
6. First Love（原唱：宇多田光）
7. 老了十歲

##### 第二場（2022年12月21日）
1. 過客別墅
2. 叮噹可否不要老
3. 雪花抄（OT：Heavenly Love）
4. 夜機（原唱：陳慧嫻）
5. First Love（原唱：宇多田光）
6. 我的天

##### 第三場（2022年12月23日）
1. 過客別墅
2. 叮噹可否不要老
3. 雪花抄（OT：Heavenly Love）
4. 悲劇人物
5. First Love（原唱：宇多田光）
6. 預言書（原唱：關智斌）
7. 我的天
8. 明明他已離開妳

##### 第四場（聖誕倒數場）（2022年12月24日）
1. 預言書（原唱：關智斌）
2. 雪花抄（OT：Heavenly Love）
3. 我的天
4. 青春常駐
5. 明明他已離開妳
6. 悲劇人物

##### 第五場（2022年12月25日）
1. 惜愛
2. 叮噹可否不要老
3. 雪花抄（OT：Heavenly Love）
4. 青春常駐
5. 悲劇人物
6. First Love（原唱：宇多田光）
7. 預言書（原唱：關智斌）
8. 我的天
9. 明明他已離開妳

##### 第六場（2022年12月26日）
1. 惜愛
2. 叮噹可否不要老
3. 雪花抄（OT：Heavenly Love）
4. 無能為力
5. First Love（原唱：宇多田光）
6. 我的天
7. 預言書（原唱：關智斌）
8. 夜機（原唱：陳慧嫻）
9. 婚紗背後（原唱：徐小鳳）
10. 明明他已離開妳

##### 第七場（2023年6月5日）
1. 惜愛
2. 叮噹可否不要老
3. 隱形遊樂場
4. 無能為力
5. 雪花抄（OT：Heavenly Love）
6. 青春常駐
7. 預言書（原唱：關智斌）
8. 我的天

##### 第八場（2023年6月6日）
1. 惜愛
2. 叮噹可否不要老
3. 隱形遊樂場
4. 無能為力
5. 雪花抄（OT：Heavenly Love）
6. 夜機（原唱：陳慧嫻）
7. 預言書（原唱：關智斌）
8. 俏郎君
9. 只是太愛你

##### 第九場（2023年6月7日）
1. 惜愛
2. 叮噹可否不要老
3. 隱形遊樂場（London's Blueprint）
4. 無能為力
5. 雪花抄（OT：Heavenly Love）
6. 明明他已離開妳
7. 留低鎖匙
8. 只是太愛你
9. 攝氏零度

##### 第十場（2023年6月9日）
1. 惜愛
2. 叮噹可否不要老
3. 隱形遊樂場（London's Blueprint）
4. 無能為力
5. 雪花抄（OT：Heavenly Love）
6. 下次爱你（原唱：王菀之）
7. 明明他已離開妳
8. 只是太愛你
9. 預言書（原唱:關智斌）

##### 第十一場（2023年6月10日）
1. 惜愛
2. 叮噹可否不要老
3. 隱形遊樂場（London's Blueprint）
4. 無能為力
5. 雪花抄（OT：Heavenly Love）
6. 婚紗背後（原唱：徐小鳳）
7. 預言書（原唱：關智斌）
8. 不吐不快
9. 只是太愛你

##### 第十二場（2023年6月11日）
1. 惜愛
2. 叮噹可否不要老
3. 隱形遊樂場（London's Blueprint）
4. 無能為力
5. 雪花抄（OT：Heavenly Love）
6. 夜機（原唱：陳慧嫻）
7. 只是太愛你
8. 歲月靜好
9. 感情用事
10. 俏郎君

##### 第十三場（2023年6月13日）
1. 惜愛
2. 叮噹可否不要老
3. 隱形遊樂場（London's Blueprint）
4. 病況
5. 雪花抄（OT：Heavenly Love）
6. 只是太愛你
7. 男孩最痛
8. 感情用事
9. 攝氏零度

##### 第十四場（2023年6月14日）
1. 惜愛
2. 叮噹可否不要老
3. 隱形遊樂場（London's Blueprint）
4. 病況
5. 雪花抄（OT：Heavenly Love）
6. 明明他已離開妳
7. 感情用事
8. 不吐不快
9. 留低鎖匙
10. 男孩最痛

##### 第十五場（2023年6月15日）（原．跨年場）
1. 惜愛
2. 叮噹可否不要老
3. 隱形遊樂場（London's Blueprint）
4. 病況
5. 雪花抄（OT：Heavenly Love）
6. 明明他已離開妳
7. 感情用事
8. 預言書（原唱：關智斌）
9. 只是太愛你
10. 男孩最痛

##### 第十六場（2023年6月16日）
1. 惜愛
2. 叮噹可否不要老
3. 隱形遊樂場（London's Blueprint）
4. 病況
5. 雪花抄（OT：Heavenly Love）
6. 夜機（原唱：陳慧嫻）
7. 明明他已離開妳
8. 只是太愛你
9. 歲月靜好
10. 俏郎君

##### 第十七場（2023年6月17日）
1. 惜愛
2. 叮噹可否不要老
3. 隱形遊樂場（London's Blueprint）
4. 病況
5. 雪花抄（OT：Heavenly Love）
6. 只是太愛你
7. 假以時日
8. 不吐不快
9. 預言書
10. 明明他已離開妳
11. 遇見神

### 備注
1. 《形影不離》為「HCFC Premiere Night」限定；
2. 第二場用《我和秋天有個約會》替換《攝氏零度》，並和《病況》順序對調；
3. 第三、四場用徐小鳳原唱的《婚紗背後》替換《我和秋天有個約會》；
4. 第五、六場用許茹芸原唱的《留低鎖匙》替換《婚紗背後》；
5. 第四場的Part 3後增加了《惜愛》《男孩最痛》和《叮噹可否不要老》；
6. 第四場的Part 3在《潛水》前增加了宇多田光原唱的《First Love》和陳慧嫻原唱的《夜機》；
7. 第七至十七場以《單打獨鬥》及《悲劇人物》取替《病况》及《攝氏零度》；

## 幕後團隊
創作總監：張敬軒

演唱會總監：馮貽柏

監製：莊少榮

音樂總監：嚴勵行

舞蹈總監：Sunny Chan

樂隊領隊：嚴勵行

鍵盤：嚴勵行／Ricky Wong

結他：Vicky Chu

貝斯：Jackiz Tsang

敲擊：Luk Kong Bun

和音：Diana Chow／Vincent Cheung／Bernard Chan

大提琴：Bernard Chan

鼓：Steve Cheung

電腦編程：鍾楚翹

尺八：Kenneth Sham

音響監製：廖志華

音響設計工程師：洪天佑

人聲處理：Issac Chan @ Melodyne Master

音樂編曲：嚴勵行／Samuel Lundell (SAMDELL)／唐達／Matt Jones

舞蹈編排：Sunny Chan (Part 1&3)／梅卓燕 (Part 2)／Zisac Law (Part 2)／Tsung Cha (Part 3)

舞蹈統籌：Angela Hang

舞蹈員：Tsung Cha／Lemon Doo／Zisac Law／Oscar Lo／Lil 3／Jasper Kwok／Leon Leung／Shing Hin／Hong J／Tin Nok／Lap Yin／Kinki Mo／Tonia Wan／Debbie Chan／Egg／Cony Lam／Kaki Mok／Man C／Hei Lam

動畫師：張小踏／Acid Fong @ 3JBK／Terence Lam @ 3JBK／Henry

髮型師：林子維 (Ritz Lam) @ myös

化妝師：Cyrus Lee

造型師：Constance Lee @ ConStyle 端•裝